# Babilonia (periodico)
Babilonia è stata una rivista mensile italiana rivolta al pubblico LGBT, fondata da Felix Cossolo e Ivan Teobaldelli nel 1982 e chiusa nel maggio 2009 dopo 281 numeri. È stato il più longevo periodico italiano a tematica gay.

## Gli inizi
Il nome deriva, scherzosamente, dalla baraonda che caratterizzò il progetto alla sua nascita, ma esprime anche il desiderio originario di dare spazio alla "confusione delle lingue", ospitando anche interventi di giornalisti eterosessuali su temi non gay. Nel giro di pochi mesi, però, la redazione constatò la mancanza d'interesse da parte dei giornalisti eterosessuali verso il pubblico gay, e soprattutto l'interesse prevalente del pubblico gay per argomenti gay trattati da persone che conoscessero il mondo gay dall'interno. Il progetto di una rivista-macedonia fu pertanto abbandonato dopo i primi numeri, e da allora "Babilonia" si è sempre caratterizzata come rivista diretta esclusivamente a settori più o meno ampi della comunità LGBT.
Alla sua nascita Babilonia inglobò il periodico del movimento di liberazione omosessuale Lambda, fondato nel 1977 da Felix Cossolo e che si era avvalso della collaborazione, fra gli altri, di Gigi Malaroda, Francesco Gnerre, Beppe Ramina, Mattia Moretta, Roberto Polce. Aderiscono all'iniziativa anche Mario Mieli, Corrado Levi, Gianni de Martino, Massimo Consoli, il poeta Dario Bellezza, e Pier Vittorio Tondelli, il massimo scrittore gay italiano del momento.
La caratteristica nuova di Babilonia rispetto ai periodici gay che l'avevano preceduta fu puntare ad una distribuzione in edicola, e non più soltanto nelle librerie alternative o per abbonamento. La sfida ebbe successo. Nel suo periodo di massima diffusione, alla fine degli anni novanta, Babilonia vendeva fra le 4000 e le 5000 copie al mese, cifra mai raggiunta prima di allora in Italia e non più raggiunta dopo che il lancio dei periodici gratuiti e le vicende politiche delle rivista ebbero eroso buona parte del lettorato tradizionale. Per un confronto, nelle librerie le vendite di "Lambda" (che veniva spedito anche in abbonamento) raggiungevano appena le 500 copie a numero.
Dalla rivista "Babilonia" è stata fondata la Libreria Babele, specializzata in editoria a carattere LGBT.

## Il primo cambio di editore
Alla fine degli anni Ottanta prima Felix Cossolo (che con una divisione della società diventò proprietario unico della Libreria Babele) e successivamente Ivan Teobaldelli lasciarono per altri progetti la rivista, che venne acquistata dai collaboratori che già vi lavoravano.
Per molti anni "Babilonia" conosce una crescita costante, che le permette di lanciare la prima casa editrice LGBT italiana, "La libreria di Babilonia", che pubblica libri fotografici, romanzi, manuali, saggi e guide, oltre ad un bimensile di nudo maschile, "Speciale foto" e un annuario di cultura gay, "La fenice di Babilonia". Infine, la redazione mette in cantiere il progetto di lanciare nel 1999 un mensile gratuito destinato ai locali gay italiani.
Tra il 1997 e il 1998 ne fu direttore Giovanni Dall'Orto; sempre nel 1998 la direzione della redazione viene inoltre affidata a Sarah Sajetti, che cerca di integrare in modo più consistente la tematica lesbica nelle tematiche del giornale, che ha un pubblico in gran prevalenza maschile.
La rivista impiega, per seguire tutti i progetti, sette persone, tutti soci e socie.

## La crisi del 1999
Nel febbraio 1999 esplode però all'improvviso la crisi, e la redazione si spacca in due. Da una parte coloro che desiderano una rivista meno "di sinistra", meno militante, meno legata al movimento di liberazione omosessuale da cui era nata, e meno attenta al lettorato lesbico (che pesa solo per un 5% sulle copie vendute), ritenendo "superata" l'impostazione tradizionale. Dall'altra coloro (in maggioranza come numero, ma in minoranza come quote sociali) che ritiene che l'impostazione seguita fino a quel momento sia quella giusta. Vince il confronto la prima delle due parti, che controlla la maggioranza delle quote.
Dopo l'allontanamento della parte soccombente, "Babilonia" chiude la casa editrice, sopprime l'annuario e lo "Speciale foto", e rinuncia al progetto del mensile gratuito, con lo scopo di diminuire i collaboratori facendo un maggiore ricorso all'esternalizzazione. Dal punto di vista politico non ci sono scossoni bruschi (anche perché i collaboratori fissi restano in prevalenza di sinistra), ma iniziano ad apparire in copertina personalità politiche come Alessandra Mussolini o Giuliano Ferrara, che vengono elevate all'inedito rango di opinionisti per la comunità gay assieme a persone come Oriana Fallaci o Camille Paglia.
Il responso dei lettori, dopo il primo vivace interesse per il cambio di gestione, non è positivo. I lettori di mensili omosessuali continuano infatti ad essere in prevalenza di centro-sinistra, e la sterzata verso le posizioni politiche del centro-destra comporta un lento calo delle vendite. La scommessa di compensare tale perdita attraendo un nuovo lettorato di centro-destra si scontra con l'ostacolo della formazione filosofica di questo settore della comunità gay, che è contrario al concetto stesso di "rivista gay", considerandola e definendola spesso "un ghetto".
La crisi è aggravata dal fatto che anche in Italia, dopo anni di sforzi infruttuosi (con titoli improbabili come "Il corriere delle saune"), iniziano ad avere successo i periodici gay gratuiti ("Guide" - poi "Guidemagazine" il primo in assoluto - poi "Pride", "Lui" (poi: "Lui - Guidemagazine"), "Cassero", "Aut", "Clubbing", tutti ancora esistenti, oltre all'effimero "G&L"), distribuiti nei locali gay, e spesso di qualità paragonabile a quella offerta da "Babilonia", quando non scritti direttamente da ex collaboratori della storica testata.
I periodici gratuiti sottraggono dapprima lettori, poi inserzionisti, e infine collaboratori a "Babilonia", che si trova così a passare da rivista di settore praticamente monopolista a rivista che controlla solo una frazione del mercato, nel quale la parte del leone la fanno ormai sempre più i periodici gratuiti.

## La nuova crisi del 2004
La crisi di "Babilonia" si esprime soprattutto sotto l'aspetto di crisi economica sempre più marcata, ed esplode nei primi mesi del 2004, quando sembra che lo storico mensile GLBT italiano sia arrivato al capolinea, con nuove estromissioni di soci e azioni legali che danno vita a una ridda di voci sull'incombente rischio di una chiusura definitiva.
Invece, dopo vari tentativi di cessione della società (rivelatasi impossibile a causa del peso del debito accumulato) nel gennaio 2005 la sola testata (e non la srl, nella quale vengono lasciati i debiti fin lì accumulati) viene infine acquistata da Ecentodieci srl, guidata da Lucia Contin, coadiuvata da Matteo Macchiavello, fotografo ed esperto di iniziative editoriali. Il cambio di proprietà provoca l'uscita definitiva di tutti i restanti collaboratori storici della rivista, che vanno a collaborare con i mensili gratuiti concorrenti.
La nuova proprietà (composta in prevalenza da investitori non legati al mondo gay) imposta "Babilonia" su basi completamente nuove, scommettendo su un approccio al mondo gay visto come puro mercato, trattandolo come realtà di consumatori a cui proporre servizi e prodotti, e non come una minoranza con preoccupazioni politiche, sociali e culturali, fosse pure viste con ottica di centro-destra. In questo approccio, si moltiplicano le rubriche dedicate a tematiche non gay (cucina, moda, nautica, gioielli...), con l'intenzione di dare al giornale un'immagine più "generalista", in un certo senso più "normale", considerando implicitamente "chiusa" la fase "politica" del mondo gay, in qualunque modo connotata.
La scommessa si rivela però sbagliata rispetto alla realtà italiana, nella quale le roventi polemiche su temi come il Pacs mostrano come il tema gay non sia affatto percepito come non-politico, anzi, semmai l'esatto contrario.
Si arriva addirittura al paradosso per cui in Italia i mensili gay gratuiti, cioè commerciali (che nel frattempo hanno raggiunto complessivamente una circolazione stimabile realisticamente, al di là delle vanterie di alcuni di loro, attorno alle quarantamila copie), si occupano di tutti i temi che erano stati il punto forte di "Babilonia" (dalla cultura, all'attualità, alla politica), mentre la sola rivista gay italiana a pagamento esistente acquisisce in modo sempre più spiccato le caratteristiche che all'estero sono invece tipiche dei periodici gay commerciali e gratuiti, parlando di consumi, tendenze e prodotti.
Tale inversione di ruoli non riesce, ovviamente, a risollevare le sorti della testata, che non solo non sembra voler crescere, ma pare anche allontanarsi sempre più dal suo pubblico gay.
Per contrastare questo trend, nel marzo 2005 l'editore chiama Mario Cirrito, collaboratore della testata gay telematica Gay.it, per rilanciare la rivista e indirizzarla nuovamente al mondo GLBT. Cirrito aumenta la quantità e qualità degli articoli specificamente a tema gay, coinvolgendo diversi esponenti del giornalismo gay in sostituzione di quelli passati ormai alle altre testate, e riprendendo le collaborazioni interrotte con esponenti del movimento gay e lesbico italiano come per esempio Franco Grillini, Aurelio Mancuso, Marco Volante ed altri. Babilonia arriva inoltre in edicola con una veste grafica più patinata, mentre viene infine dedicata attenzione al sito, che in tutti questi anni era stato seguito in modo discontinuo, lasciando così che l'informazione in Rete venisse occupata da altre testate.
Riprendono anche le corrispondenze dall'estero: da Parigi, da Londra, da Mosca, da Bruxelles e si inviano collaboratori a seguire manifestazioni eventi gay come DiverCité e Outgames a Montréal. 
Nel 2005 la rivista apre la rubrica L'infedele, affidata all'opinionista e scrittore Sciltian Gastaldi, che si occupa di commentare le principali notizie politiche nazionali e internazionali. L'esperimento dura pochi mesi: nel novembre 2005 Gastaldi è costretto a sospendere la rubrica in seguito alla censura di due notizie da parte della direttrice Lucia Contin, apparse sulla stampa statunitense. La prima delle due notizie riguardava un processo penale da parte della Corte distrettuale di Harris in Texas (Usa) per favoreggiamento della pedofilia a carico del cardinal Joseph Ratzinger, nel frattempo divenuto pontefice. Il pezzo viene censurato tramite E-mail dalla Contin con la motivazione di voler "Evitare attenzioni pericolose che, per il momento, non ci farebbero certo bene: (...) argomenti di questo tipo non sono ben visti". La seconda notizia è un commento di Gastaldi sulle dichiarazioni del Cardinal Ruini riguardo al progetto di legge sui Pacs italiani. La direttrice definisce anche questo articolo come "non opportuno" e spiega nella sua nuova E-mail di censura di voler fare una nuova Babilonia che possa "risultare gradita a chiunque la legga, indipendentemente dal modo di pensare". I due articoli saranno poi pubblicati dalla rivista Aut nei mesi successivi.
Il mercato pubblicitario, su cui la rivista scommette ormai in modo decisivo per la sua sopravvivenza stante il ristagno italiano delle vendite, si muove però a fisarmonica: si apre per poi chiudersi nuovamente. Lentamente, comunque, anche gli sponsor sembrano gradire il prodotto, ma con fatica e con le fortissime reticenze tipiche del mondo italiano verso l'omosessualità.

## Cambio di rotta nel 2006
Nonostante il miglioramento qualitativo del giornale, la nuova gestione non riesce comunque ad ottenere l'auspicata inversione di tendenza nelle vendite, né riesce a scalzare l'egemonia ormai consolidata dei periodici gratuiti. Nell'estate 2006 vengono così nuovamente allontanati alcuni collaboratori, viene ripensato ancora una volta il concetto del giornale e, nel settembre 2006, Babilonia (sempre sotto la guida di Lucia Contin e di Matteo Macchiavello, viene affidata alla gestione editoriale della Fantasy Communication, un gruppo che già gestisce una rete di periodici non gay) si presenta ai suoi lettori in una nuova veste grafica e con un moderato ritorno all'enfasi su consumi, prodotti e trend.
La scommessa di "Babilonia" è stata di riuscire a prendere il posto che all'estero (ma con un mercato gay infinitamente più sviluppato di quello italiano, e con legislazioni ben diverse) spetta a riviste gay da edicola come la francese Têtu (che certifica la vendita di 50 000 copie mensili), la spagnola Zero o l'inglese Out. Il mancato raggiungimento degli obiettivi di rilancio ne ha provocato nel maggio 2009 la chiusura.

## Nuove offerte
Da marzo 2020 sono in corso delle trattative riservate per far rinascere la testata in una versione online.